# Cele șapte fețe ale Doctorului Lao
Cele șapte fețe ale Doctorului Lao (titlu original: 7 Faces of Dr. Lao) este un film fantastic american din 1964 produs și regizat de George Pal. Rolurile principale au fost interpretate de actorii Tony Randall (în rolul titular) și Barbara Eden. Scenariul este scris de Charles Beaumont și Ben Hecht pe baza unui roman de Charles G. Finney.

## Prezentare
Filmul prezintă vizita unui circ magic într-un mic orășel din sud-vestul Statelor Unite și efectele pe care le are vizita asupra oamenilor din oraș. 

## Distribuție
- Tony Randall - Dr. Lao, the Mysterious Visitor
  - ca Merlin, - Great Magician
  - ca Pan, the God of Love
  - ca  Serpent*
  - ca  Meduza, the Fabled Monster
  - ca  Apollonius din Tyana, the blind fortune teller
  - ca  Abominable Snowman
- Arthur O'Connell - Clint Stark, the Ruthless Tycoon *
- John Ericson - Ed Cunningham, the Crusading Publisher
- Barbara Eden - Angela Benedict, the Widowed Librarian
- Kevin Tate - Mike Benedict, Angela's son
- Noah Beery, Jr. - Sam, the Loyal Pressman
- Royal Dano -  Casey, the Brutal Henchman
- John Doucette -  Lucas, the Henchman's Sidekick
- Lee Patrick - Mrs. Howard T. Cassan, the Stuffy Matron
- Minerva Urecal - Kate Lindquist, the Shrewish Wife
- John Qualen - Luther Lindquist, the Meek Husband
- Frank Cady - Mayor James Sargent
- Eddie Little Sky - George G. George, the Friendly Indian
- Frank Kreig - Peter Ramsey, the Jolly Townsman
- Peggy Rea - Bunny (Mrs. Peter) Ramsey, the Jolly Wife
- Argentina Brunetti - Sarah Benedict, Angela's Loving Mother-in Law
- Dal McKennon -  Lean Cowboy
- Chubby Johnson - Fat Cowboy
- Douglas Fowley - Toothless Cowboy
- Marjorie Main - Medusa victim
- Bess Flowers - Spectator at Medusa Presentation (uncredited)
- George J. Lewis - Mr. Frisco (nemenționat)

## Lansare și primire
Filmul a primit Premiul Oscar pentru cel mai bun machiaj.
A avut încasări de 1,25 milioane $ în vânzările din USA și Canada.